# Thomas Hicks (bobsleista)
Thomas A. „Tom” Hicks (ur. 1 czerwca 1918 w Lyon Mountain, zm. 14 lipca 1992 w Esseksie) – amerykański bobsleista, brązowy medalista igrzysk olimpijskich.

## Kariera
Największy sukces w karierze osiągnął w 1948 roku, kiedy wspólnie z Jamesem Bickfordem, Williamem Dupree i Donaldem Dupree zdobył brązowy medal na igrzyskach olimpijskich w Sankt Moritz. Był to jego jedyny start olimpijski i zarazem jedyny medal wywalczony na międzynarodowej imprezie tej rangi. W 1946 roku zdobył mistrzostwo kraju w tej samej konkurencji.
Zginął we własnym domu, zamordowany wraz z żoną przez włamywaczy.